# Kuo Fang Wu
Kuo Fang Wu (1930) es un botánico chino, que mantiene contactos científicos con Kew Gardens

## Eponimia
- (Capparaceae) Capparis wui B.S.Sun[2]
- (Celastraceae) Euonymus wui J.S.Ma[3]
- (Rubiaceae) Ophiorrhiza wui H.S.Lo[4]